# 十六号病房
十六号病房是1983年长春电影制片厂出品的中国剧情片，由张园、于彦夫联合导演，乔雪竹、姜思慎编剧。本片让片中女演员受到瞩目，宋晓英更凭借本片荣获第四届中国电影金鸡奖最佳女配角奖，影片还获得第七届大众电影百花奖最佳影片奖。

## 故事梗概
西山结核病院十六号病房原本住着三位姑娘：桑青青、田进军和常琳，她们性格迥异、经历差别很大。不久，病房住进了一个乡村教师刘春桦，身患绝症却乐观阳光，改变了她们三个人……

## 演员表
- 李　羚....常　琳
- 宋晓英....刘春桦
- 方晓琴....田进军
- 方　卉....桑青青
- 冯恩鹤....陈仲男

## 获奖与提名
| 获奖与提名             | 获奖与提名 | 获奖与提名 | 获奖与提名 |
| 评奖名称               | 奖项       | 获得者     | 结果       |
| ---------------------- | ---------- | ---------- | ---------- |
| 第四届中国电影金鸡奖   | 最佳故事片 |            | 提名       |
| 第四届中国电影金鸡奖   | 最佳女主角 | 李羚       | 提名       |
| 第四届中国电影金鸡奖   | 最佳女配角 | 宋晓英     | 获奖       |
| 第七届大众电影百花奖   | 最佳故事片 |            | 获奖       |
| 1983年文化部优秀影片奖 | 优秀故事片 | 二等奖     | 获奖       |